# Inopsis tiria
Inopsis tiria là một loài bướm đêm thuộc phân họ Arctiinae, họ Erebidae.